# Saint-Laurent-Médoc
Saint-Laurent-Médoc é uma comuna francesa na região administrativa da Nova Aquitânia, no departamento da Gironda. Estende-se por uma área de 139,08 km². Em 2010 a comuna tinha 4 853 habitantes (densidade: 34,9 hab./km²).